# St. Louis to Liverpool
St. Louis to Liverpool är ett musikalbum av Chuck Berry, släppt november 1964 på Chess Records.
Det här albumet var det första som släpptes efter Berrys två år långa fängelsevistelse och med detta gjorde Berry comeback in i musiklandskapet. I och med att The Beatles och The Rolling Stones fått hits med några av hans tidigare låtar ("Rock and Roll Music", "Come On", "Carol" med flera) blev många som inte hört talas om honom (särskilt i Europa) intresserade av hans musik.
"No Particular Place to Go" blev tia på singellistan i USA och trea i Storbritannien, Berrys högst placerade singelhit där efter "My Ding-a-Ling" från 1972. Även "Promised Land" och "You Never Can Tell" blev populära. "You Never Can Tell" kom att bli Berrys sista stora hitlåt på åtta år.
Jämför man musiken på det här albumet kan man lägga märke till att hans texter blivit smartare och mer utvecklade här än de var på 1950-talet. Många menar också att även albumspåren som "Our Little Rendezvous" och "Go Bobby Soxer" tillhör hans bästa kompositioner. Även om det mesta på albumet är ren rock and roll finns också lite blues med här i låtarna "The Things I Used to Do" och "Night Beat".
Många legendariska musiker medverkar på albumet. Blueslegenden Willie Dixon spelar bas på de flesta spåren, den kände pianisten Johnnie Johnson medverkar, och likaså trummisen Odie Payne.
Att man inkluderat Liverpool i titeln på albumet kommer av Berrys ökade popularitet i Storbritannien då albumet släpptes.

## Låtlista
Låtar utan angiven upphovsman är skrivna av Chuck Berry.
1. "Little Marie" - 2:37
2. "Our Little Rendezvous" - 2:03
3. "No Particular Place to Go" - 2:44
4. "You Two" - 2:11
5. "Promised Land" - 2:24
6. "You Never Can Tell" - 2:43
7. "Go Bobby Soxer" - 2:59
8. "The Things I Used to Do" (Guitar Slim) – 2:42
9. "Liverpool Drive" - 2:56
10. "Night Beat" - 2:46
11. "Merry Christmas, Baby" (Lou Baxter/Johnny Moore) – 3:14
12. "Brenda Lee" - 2:15